# Przestrzeń słabo ciągowo zupełna
Przestrzeń słabo ciągowo zupełna – przestrzeń Banacha {\displaystyle E} o tej własności, że każdy słaby ciąg Cauchy’ego {\displaystyle (x_{n})} punktów tej przestrzeni jest zbieżny w sensie słabej topologii (ciąg {\displaystyle (x_{n})} punktów przestrzeni {\displaystyle E} jest słabym ciągiem Cauchy’ego, gdy dla każdego funkcjonału liniowego i ciągłego {\displaystyle f} na {\displaystyle E} ciąg wartości {\displaystyle (f(x_{n}))} jest zbieżny w ciele skalarów).

## Przykłady
- Domknięta podprzestrzeń przestrzeni słabo ciągowo zupełnej jest słabo ciągowo zupełna.
- Każda przestrzeń refleksywna jest słabo ciągowo zupełna.

Dowód. Niech {\displaystyle (x_{n})} będzie słabym ciągiem Cauchy’ego w przestrzeni refleksywnej {\displaystyle X.} W szczególności, zbiór wyrazów tego ciągu jest ograniczony w normie (por. twierdzenie Banacha-Steinhausa), tj. istnieje taka stała dodatnia {\displaystyle M,} że {\displaystyle \|x_{n}\|\leqslant M} dla każdego {\displaystyle n.} Ponieważ przestrzeń {\displaystyle X} jest refleksywna, z twierdzenia Banacha-Alaoglu wynika, że kula domknięta {\displaystyle B(0,M)} w przestrzeni {\displaystyle X} o środku w zerze i promieniu {\displaystyle M} jest słabo zwarta. Ciąg {\displaystyle (x_{n}),} którego wyrazy zawarte są w {\displaystyle B(0,M),} ma punkt skupienia {\displaystyle x} (w słabej topologii), należący do {\displaystyle B(0,M).} Ponieważ dla każdego funkcjonału {\displaystyle f\in X^{*}} granica {\displaystyle \lim f(x_{n})} istnieje, więc {\displaystyle f(x)} jest punktem skupienia ciągu skalarów {\displaystyle (f(x_{n})).} Ostatecznie, {\displaystyle f(x)=\lim f(x_{n}).} Dowodzi to tego, że {\displaystyle X} jest przestrzenią słabo ciągowo zupełną. □
- Dla dowolnej miary {\displaystyle \mu ,} przestrzeń L1(μ) jest słabo ciągowo zupełna (jest to twierdzenie Steinhausa[1]).
- Każda przestrzeń o własności Schura jest słabo ciągowo zupełna[2] (zob. dowód).
- Przestrzeń Banacha, której przestrzenią sprzężoną jest algebra von Neumanna jest słabo ciągowo zupełna. W szczególności, przestrzeń sprzężona do C*-algebry jest słabo ciągowo zupełna.
- Przestrzeń c0 nie jest słabo ciągowo zupełna. Jeżeli {\displaystyle (e_{n})} oznacza jej kanoniczną bazę Schaudera, to ciąg {\displaystyle (e_{1}+\ldots +e_{n})} jest słabym ciągiem Cauchy’ego, który nie jest słabo zbieżny. W szczególności, jeżeli {\displaystyle K} jest nieskończoną przestrzenią zwartą, to przestrzeń {\displaystyle C(K)} nie jest słabo ciągowo zupełna, bo zawiera podprzestrzeń izomorficzną z {\displaystyle c_{0}.}
- Krata Banacha jest słabo ciągowo zupełna wtedy i tylko wtedy, gdy nie zawiera podprzestrzeni izomorficznej z {\displaystyle c_{0}.}
- Druga przestrzeń sprzężona przestrzeni słabo ciągowo zupełnej nie musi być słabo ciągowo zupełna – stosownym kontrprzykładem jest ℓ1-suma n-wymiarowych przestrzeni euklidesowych z normą maksimum, tj.

{\displaystyle E=\left(\textstyle \bigoplus _{n=1}^{\infty }\ell _{\infty }^{n}\right)_{\ell _{1}}.}
(gdyż {\displaystyle E^{**}} zawiera podprzestrzeń izomorficzną z {\displaystyle \ell _{\infty }}).